# 154号伊利诺伊州州道
154号伊利诺伊州州道（英語：Illinois Route 154）是伊利诺伊州南部的一条东西方向的州级公路，起自雷德巴德连接3号伊利诺伊州州道到惠廷顿接37号伊利诺伊州州道，全长约63.63英里（102.40）。